# Ivica Ivanković
Ivica Ivanković (Zagreb, 31. listopada 1968.) hrvatski je etnolog, etnograf i folklorist te profesor etnologije i poljskoga jezika i književnosti. Dugogodišnji je djelatnik Hrvatske radiotelevizije, gdje kao urednik u Redakciji narodne glazbe Glazbenoga programa Hrvatskoga radija vodi i uređuje cikluse glazbeno-govornih emisija "Iz narodne baštine kajkavskih krajeva". Stariji je brat blizanac skladatelja i dirigenta Branka Ivankovića.

## Životopis
Poslije završene osnovne i srednje škole, u Zagrebu je na Filozofskom fakultetu studirao etnologiju i polonistiku: diplomski rad na temu etnoteatrologije obranio je u ožujku 1997. te stekao visokostručno zvanje Profesor etnologije i poljskog jezika i književnosti. Od rane se mladosti bavi istraživanjem narodne baštine, proučavanjem i izradom narodnih nošnji te bilježenjem glazbenoga i plesnoga nasljeđa Hrvata, posebice kajkavaca. U početku se folklorom bavio kao amater: od 1983. do 1986. godine polazio je ljetnu i zimsku Školu folklora dr. Ivana Ivančana, na kojoj je u razdoblju od 1993. do 1996. vodio i nastavu na temu „Narodne nošnje“. Od 1990. do 1993. bio je zaposlen i kao plesač/pjevač u Ansamblu narodnih plesova i pjesama Hrvatske LADO, s kojim i danas uspješno surađuje kao autor glazbenih obrada i koreograf. Dvije je godine (od 1995. do 1997.) djelovao i kao stručni suradnik u Odjelu za folklor Hrvatske matice iseljenika u Zagrebu. Od travnja 1998. stalni je suradnik negdašnje Redakcije narodne glazbe Glazbenoga programa Hrvatskoga radija, a danas i novinar, autor, voditelj i urednik radijskih emisija folklorne tematike u Odjelu glazbenih sadržaja Hrvatske radiotelevizije. Etno-poeziju na zavičajnom kajkavskom (zagorsko-prigorskom) narječju piše od 2005. godine.
Kao pedagog, koreograf ili voditelj surađivao je i surađuje s mnogim izvornim i reproduktivnim folklornim skupinama i ansamblima u Hrvatskoj i u inozemstvu, primjerice u Australija, Sjedinjenim Američkim Državama, Kanadi, Brazilu, Francuskoj, Mađarskoj, Njemačkoj, Rumunjskoj i Austriji: za njih je do danas autorski osmislio i priredio više od 100 folklornih koreografija i glazbenih obrada.
Ivica Ivanković bio je jedan od osnivača i član upravnoga odbora Hrvatskoga društva folklornih koreografa (2001. – 2002.). Neko je vrijeme bio član Hrvatskoga društva folklorista, a godinama i Stučnoga odbora za folklornu djelatnost Grada Zagreba te stručni rukovoditelj i idejni začetnik Smotre muških pjevačkih skupina Hrvatske. Član je Hrvatskoga etnološkoga društva, Hrvatske glazbene unije i Matice hrvatske. Dugogodišnji je suradnik zagrebačke Pasionske baštine, te član i predsjednik Stručnoga savjeta za folklor Hrvatskoga sabora kulture.

### Knjige
- Ivica Ivanković / Vladimir Šimunić: Hrvatske narodne nošnje • Croatian National Costumes, Zagreb : Multigraf, 2001. ISBN 953-6060-10-8[19]
- Ivica Ivanković / Vladimir Šimunić: Hrvatske narodne nošnje • Kroatische Volkstrachten, Zagreb: Multigraf, 2001. ISBN 953-6060-11-6[20]
- Ivica Ivanković / Vladimir Šimunić: Hrvatske narodne nošnje • Horvát népviseletek, Zagreb: Multigraf, 2002. ISBN 953-6060-15-9[21]
- Narodna nošnja Korduna : Hrvatski Blagaj, Zagreb: Hrvatski sabor kulture, 2009. ISBN 978-953-6074-12-9[22]
- Kupljenski spomenar – 1. diel – Tanci i popievke, Kupljenovo: KUD »Kupljenovo« / Zagreb: FoMa, 2012. ISBN 978-953-6878-21-5[23][24]
- Miselnica, Šenkovec: Udruga Ivana Perkovca, 2019. ISBN 978-953-57173-6-2[25]
- Narodna nošnja zaprešićkog kraja – Kupljenovo, Zagreb: Hrvatski sabor kulture, 2021. ISBN 953-6074-11-7[26]

### Članci
- »Narodne nošnje u Hrvata« – u: Vesna Kukavica (ur.): Hrvatski iseljenički zbornik, Zagreb: Hrvatska matica iseljenika, 1995./1996., str. 408-419[27]
- »Etnografski zapisi o narodnim nošnjama Hrvata-katolika na Kordunu« – u: Jadranka Grbić (gl. ur.): Etnološka tribina (godišnjak Hrvatskog etnološkog društva), Zagreb: Hrvatsko etnološko društvo, 33 / 2003. (i.e. 2004.), 26 ; str. 147-152[28]
- »Zrno po zrno - kapica« – u: Vesna Kukavica (ur.): Hrvatski iseljenički zbornik, Zagreb: Hrvatska matica iseljenika, 2003 (i.e. 2002.), str. 74-77[29]
- »Gradišćanski glazbeni spomenari« – u: Vesna Kukavica (ur.): Hrvatski iseljenički zbornik, Zagreb: Hrvatska matica iseljenika, 2004. (i.e. 2003.), str. 73-80[30]
- »Zorica Jandras – pučki dramski pisac iz Kupljenova« – u: Stjepan Laljak (ur.): Zaprešićki godišnjak, Zaprešić: Ogranak Matice hrvatske Zaprešić, 10/11 – 2000./2001. (i.e. 2002.), str. 275-290[31]

## Folklorne koreografije (izbor)
- Žetva u Kupljenovu, žetveni običaj, pjesme i plesovi Kupljenova (1987.)
- Igrajte nam japa, pjesme i plesovi Međimurja (1987./1988.)
- Idem kolu, makar ne igrala, pjesme i plesovi Brodskog posavlja (1988.)
- Kresnice, ivandanjski običaj, pjesme i plesovi jaskanskoga Prigorja (1988.)
- Alaj volim u kolu igrati, pjesme i plesovi Slavonije (1988.)
- Oro se vie, pjesme i plesovi Povardarja (1989.)
- Šanti Juraj vu zelenju, jurjevski običaj iz Hrvatskog zagorja (1989.)
- Dobar večer stara mila majko, pjesme i plesovi hrvatske Posavine (1990.)
- Ženji mlada doklen ti je ’lada, žetveni običaj jaskanskoga Prigorja (1991.)
- Otočke kraljice (1993., rev. 2002.)
- Korčulanski bali, plesovi otoka Korčule (1993., rev. 2010.)
- Žena ide na gosti, pjesme i plesovi Podravine (1994.)
- Bog poživi kuće gospodara, pjesme i plesovi Draganića (1995.)
- Kad zapjevam ja ovak’ malena, pjesme i plesovi karlovačkoga Pokuplja (1998.)
- Četarski fašnjaki, pokladni običaj južnoga Gradišća (2002.)
- Tiček nam popieva, pjesme i plesovi Hrvatskog zagorja (2003.)
- Sad idemo dole v Posavinu, pjesme i plesovi hrvatske Posavine (2004.)
- Lepa moja gora zelena, pjesme i plesovi sesvetskog Prigorja (2005.)
- Kordunaške uspomene, pjesme i plesovi Korduna (2006.)
- Pjesme i plesovi Zagrebačkog polja (2007.)
- Goranski bal, pjesme i plesovi Gorskoga kotara (2007.)
- Žumberačke rušnarice (2008.)
- Tajnovitom Bilogorom, pjesme i plesovi Bilogore (2010., rev. 2014.)
- Lep’ mi je vrtek ograjen, pjesme i plesovi Hrvatskog zagorja (2010.)
- Ajde kolo, nemoj stati, slavonska kola i kolede (2011.)
- Negda na Demerju, pjesme i plesovi Demerja (2011.)
- Ajde Šokci da se veselimo, pjesme i plesovi Baranje (2012.)
- Pokraj Kupe, vode ’ladne, pjesme i plesovi Pokuplja (2013.)

## Nagrade i priznanja
- 2009. – zahvalnica Ansambla LADO za doprinos umjetničkim postignućima Ansambla
- 2009. – medalja Slovačke radiotelevizije na 55. Međunarodnom folklornom festivalu u Východni (Žilinský kraj, Slovačka)
- 2014. – godišnja nagrada Grada Zaprešića za zasluge u promicanju i čuvanju folklorne baštine zaprešićkog kraja[32]

## Vanjske poveznice
- HDS ZAMP: Ivica Ivanković (popis djela)
- Crolist – Skupni katalog hrvatskih knjižnica: Ivanković Ivica (bibilografija)
- Discogs.com – Ivica Ivanković (diskografija)
- [neaktivna poveznica]